# Euodynerus verticalis
Euodynerus verticalis är en stekelart som beskrevs av Gusenleitner 1972. Euodynerus verticalis ingår i släktet kamgetingar, och familjen Eumenidae. Inga underarter finns listade i Catalogue of Life.